# Nina Einhorn
Nina Einhorn, född Rajmic den 14 februari 1925 i Łódź i Polen, död 10 maj 2002 i Danderyd, var en svensk läkare och forskare inom gynekologisk onkologi. Hon var en av få överlevande från Warszawas getto under andra världskriget. Hon var gift från 1949 med Jerzy Einhorn samt mor till Lena och Stefan Einhorn.

## Biografi
Med undantag för ett besök hos släktingar i New York 1937–1938 växte Nina Rajmic, som hon då hette, upp i Łódź. En tid efter att tyska trupper gått in i Polen bosatte sig familjen i Warszawa, som trots ockupationen inte hade inkorporerats i det tyska riket och ansågs säkrare för judar. Redan år 1940 tvingades dock den judiska befolkningen i Warszawa flytta in i Warszawas getto.
Familjen lyckades på olika sätt stanna kvar i gettot och undkom transporterna till förintelselägren. På våren 1943 blev dock situationen ohållbar och familjen försökte fly. Nina, hennes bror Rudek och deras mor Fanja lyckades bli utsmugglade, medan fadern Artur blev kvar i gettot. Endast Nina och Rudek överlevde kriget, genom att hålla sig gömda, och båda kom så småningom till Sverige.
Åren 1994–1999 var Einhorn ordförande i Förenade Israelinsamlingen i Stockholm, och som sådan engagerad i den sionistiska frågan. För detta arbete belönades hon med Yakir Keren Hayesod Award i samband med att moderföreningen United Israel Appeal firade sitt åttioårsjubileum år 2000.

### Yrkeskarriär
Einhorn blev med. lic. vid Karolinska Institutet 1954. Hon var anställd på Södra BB 1955–1961 och på kirurgiska avdelningen på Sabbatsbergs sjukhus 1962–1964 och från 1964 till sin pension vid Radiumhemmets (KS) gynekologiska avdelning. Hon var biträdande överläkare där från 1972 och klinikchef från 1986 till pensioneringen.
Einhorn blev med. dr. och docent i gynekologisk onkologi vid Karolinska Institutet 1972.

## I kulturen
I Hagastaden i Stockholm har en gata uppkallats efter Einhorn.